# Pterolophia sulcatipennis
Pterolophia sulcatipennis là một loài bọ cánh cứng trong họ Cerambycidae.